# Charles-Robert Ageron
Charles-Robert Ageron, né le 6 novembre 1923 à Lyon et mort le 3 septembre 2008 au Kremlin-Bicêtre, est un historien français, spécialiste de la colonisation française en Algérie.

## Biographie
Né à Lyon, agrégé d'histoire en 1947, il enseigne tout d'abord au lycée Gautier à Alger cette même année. Il y reste dix ans et commence ses recherches sur l'histoire de la période coloniale en Algérie. Sur place, il fait alors partie de ceux qu'on appelle les libéraux. Ceux-ci plaident pour une réforme en profondeur du système colonial, et croient encore en une possible réconciliation des communautés. Chrétien de gauche, il est tout autant critique vis-à-vis de la politique de la force de Guy Mollet, et, à l'opposé, du Front de libération nationale (FLN), le parti politique indépendantiste algérien. Ageron est alors  proche d'Henri-Irénée Marrou, dont il fut l'élève à Lyon sous l'occupation allemande, un des premiers intellectuels (écrivant notamment dans la revue Esprit) à dénoncer publiquement l'usage de la torture.
Puis il revient en métropole, affecté au lycée Lakanal, à Sceaux, en 1957. Désormais, il consacre une grande partie de ses travaux d'historien à l'histoire du monde colonial, qu'il vient de quitter et à l'Algérie, dont il devient un des premiers grands spécialistes,. Attaché de recherches au CNRS de 1959 à 1961, il devient assistant, puis maître-assistant à la Sorbonne où il enseigne jusqu'en 1969. Il y soutient en 1968, sous la direction de Charles-André Julien, sa thèse d'État sur les Algériens musulmans et la France de 1871 à 1919 qui est « remarquée pour son ampleur quasi-encyclopédique ».
Il est nommé professeur à l'université de Tours en 1970, où il a notamment Benjamin Stora comme thésard, puis à l'université Paris XII en 1982.
Il préside la Société française d'histoire d'outre-mer jusqu'en 2008 et dirige la Revue française d'histoire d'outre-mer.
Il meurt le 3 septembre 2008.

## Publications
- Histoire de l'Algérie contemporaine : 1871-1954, Presses universitaires de France, 1964.
  - — 1830-1966, PUF, 1966 (2e éd.).
  - — 1830-1969, PUF, 1969 (3e éd.).
  - — 1830-1970, PUF, 1970 (4e éd.).
  - — 1830-1973, PUF, 1974 (5e éd.).
  - — 1830-1976, PUF, 1977 (6e éd.).
  - — 1830-1979, PUF, 1980 (7e éd.).
  - — 1830-1982, PUF, 1983 (8e éd.).
  - — 1830-1988, PUF, 1990 (9e éd.)  (ISBN 2-13-042159-8).
  - — 1830-1994, PUF, 1994 (10e éd.)  (ISBN 2-13-042159-8).
  - — 1830-1999, PUF, 1999 (11e éd.)  (ISBN 2-13-042159-8).
- Les Algériens musulmans et la France (1871-1919), PUF, 1968.
- Politiques coloniales au Maghreb, PUF, 1972.
- L’anticolonialisme en France de 1871 à 1914, PUF, dossier clio 67, 1973
- France coloniale ou parti colonial ?, Paris, Presses universitaires de France, coll. « Pays d'outre-mer » (no 2), 1978, 302 p. (ISBN 2-13-035340-1, présentation en ligne), [présentation en ligne].
- L'Algérie algérienne de Napoléon III à de Gaulle, Sindbad, 1980.
- Histoire de la France coloniale, Armand Colin, 1990.
- Charles Ageron, L'Algérie des Français, Paris, Éditions du Seuil, 1993 (ISBN 978-2-02-020303-6).
- La décolonisation française, Armand Colin, 1991  (ISBN 2-200-21576-2).
- De l'Algérie « française » à l'Algérie algérienne, Bouchene, 2005  (ISBN 2-912946-68-9).
- Genèse de l'Algérie algérienne, Bouchene, 2005  (ISBN 9789961966273).
- Le Gouvernement du général Berthezène à Alger en 1831, Bouchene,  (ISBN 2-912946-50-6).
- L'Afrique noire française : l'heure des indépendances, Paris, CNRS Éditions, 2010, 797 p. (ISBN 978-2-271-07052-4).
- La guerre d'Algérie et les Algériens, 1954-1962 : actes de la table ronde, Paris, 26-27 mars 1996, Paris, Armand Colin, 1997, 340 p. (ISBN 978-2-200-01895-5).